# 제1회 미쟝센 단편 영화제
제1회 미쟝센 단편 영화제는 2002년 7월 4일에 열린 시상식이다.

## 수상 및 후보

### 비정성시 최우수작품상
- 돌고 돌고 - 노진성 수상

### 사랑에관한짧은필름 최우수작품상
- Mario n'ette - 박재웅 수상

### 절대악몽 최우수작품상
- 사춘기 - 제창규 수상

### 희극지왕 최우수작품상
- 재능있는 소년 이준섭 - 신재인 수상

### 4만번의구타 최우수작품상
- 21세기 소녀독본 - 박교선 수상

### 심사위원특별상
- 개집이 있던 자리 - 양종현 수상
- 링반데룽 - 박종영 수상

### 깜짝상
- 마이 스윗 레코드 - 박효진 수상

### 관객상
- 운동회 - 여인광 수상

### 절대악몽 부문
- 진혼곡 - 장건재